# Château Zichy (Óbuda)
Le Château Zichy (en hongrois : Zichy-kastély) se situe dans le 3e arrondissement de Budapest.